# Velký Borek
Velký Borek – gmina w Czechach, w powiecie Mielnik, w kraju środkowoczeskim. Według danych z dnia 1 stycznia 2013 liczyła 983 mieszkańców.